# 蒙利尼翁
蒙利尼翁（法語：Montlignon，法語發音：[mɔ̃liɲɔ̃] ⓘ）是法国法蘭西島大區瓦兹河谷省的一个市镇，位于该省中东部，属于蓬图瓦兹区。

## 地理
蒙利尼翁（49°0'35"N, 2°17'1"E）面积2.84 平方千米，位于法国法蘭西島大區瓦兹河谷省，该省份为法国北部内陆省份，北起瓦兹省，西接厄尔省，南至塞纳-圣但尼省、上塞纳省和伊夫林省，东临塞纳-马恩省。
与蒙利尼翁接壤的市镇（或旧市镇、城区）包括：多蒙、欧博讷、昂迪伊、马尔让西、圣普里。

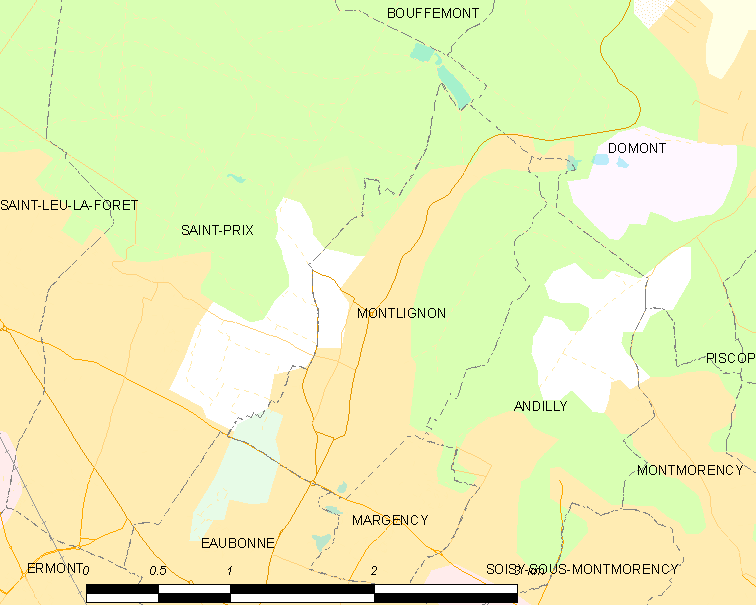
蒙利尼翁的OSM定位图

蒙利尼翁的时区为UTC+01:00、UTC+02:00（夏令时）。

## 行政
蒙利尼翁的邮政编码为95680，INSEE市镇编码为95426。

## 政治
蒙利尼翁所属的省级选区为蒙莫朗西县。

## 人口

1962-2008年间蒙利尼翁人口变化图示

蒙利尼翁于2022年1月1日时的人口数量为2966人。